# コタツがない家
『コタツがない家』（コタツがないいえ）は、2023年10月18日から12月20日まで、日本テレビ系「水曜ドラマ」枠にて放送されたテレビドラマ。主演は地上波の民放GP帯の連続ドラマ初主演となる小池栄子。

## あらすじ
「彼女に頼めば離婚しない」と噂される、凄腕のウェディングプランナー深堀万里江は、売れないマンガ家でほぼ無職ながら自由奔放に生活する夫悠作、進路に迷い悩む受験生の息子順基の3人暮らし。
家事もこなしつつ自身の立ち上げたブライダル会社で社長として仕事に励み、一家の大黒柱として忙しい日々を送る万里江だが、ある日実父の山神達男が栃木の山中で保護されたと警察から連絡が入る。
２年前に熟年離婚した達男が思い悩んでいると心配した万里江は達男を連れて帰り、しばらくは深堀家に寝泊まりさせてやるが、実は達男は投資詐欺に遭っており、帰る家がなくなったという衝撃の事実が発覚。万里江は３人のダメ男達を養う羽目になるが…

## キャスト

### 主要人物
深堀万里江（ふかぼり まりえ）〈44〉
演 - 小池栄子
主人公。結婚式場「フェリシュラン」の創業者であり社長。自身もやり手のウェディングプランナーであり、ブライダル業界のカリスマ的存在。若い頃より仕事に恋に全力投球し、一見華やかな生活を送るように見えるが、家庭内では３人のダメ男達に毎日手を焼いている。

### 深堀家
深堀家の3人のダメ男。
深堀悠作（ふかぼり ゆうさく）〈51〉
演 - 吉岡秀隆
万里江の夫。廃業寸前の売れないマンガ家。ペンネームは「フカボリ遊策」。家事もほぼせず昼間から酒を飲みゲームをするばかりで、自堕落な生活を送っている。無収入ながら大口を叩く傾向にあるため万里江からは愛想を尽かされかけており、エリートとして第一線で働いてきた達男とも折り合いが悪い。ある日、土門からスランプ打開のため、万里江と離婚するまでの過程を漫画にすることを提案される。
深堀順基（ふかぼり じゅんき）〈17〉
演 - 作間龍斗（幼少期：平野絢規、幼児期：竹内達麒）
万里江と悠作の息子。高校3年生。陰気な性格。父親に似たのか、虚勢を張り大口を叩く節がある。アイドルを夢見るもオーディションに脱落し進路に迷う。
山神達男（やまがみ たつお）〈70〉
演 - 小林薫
万里江の父親。熟年離婚で1人になり万里江に引き取られる。慶大卒の元エリート商社マン。昔は家庭を顧みない仕事人間であったが、実は料理好きで家族の食事作りも率先して行う。非常に頑固な性格でプライドも高く、ほぼ無職状態の悠作に対して当たりが強い。
チョーさん
演 - ひげ
深堀家の飼い猫。

### フェリシュラン
万里江が社長を務める結婚式場。
八塚志織（やつか しおり）〈33〉
演 - ホラン千秋
ウェディングプランナー。万里江の部下で良き相談相手。だが、自身の結婚には悩んでいる。
師島澄彦（しじま すみひこ）〈42〉
演 - 河野真也（オクラホマ）
ウェディングプランナー。以前は葬儀会社で働いていた。バツイチ。
首藤凛奈（しゅどう りんな）〈26〉
演 - 石川萌香
アシスタント。

### 万里江の関係者
貝田清美（かいだ きよみ）〈68〉
演 - 高橋惠子
万里江の母。達男と熟年離婚し、独身を謳歌する。
霞田和恵（かすみだ かずえ）〈49〉
演 - 野々村友紀子
キッチンカー「ブロンソン」の店主。主婦。万里江の心の拠り所。

### その他
土門幸平（どもん こうへい）〈54〉
演 - 北村一輝
悠作の担当編集。悠作と万里江を引き合わせた張本人。
原木田れいら（はらきだ れいら）〈17〉
演 - 平澤宏々路
順基と同じ高校に通うクラスメイト。マンガ家志望。
酒井ひかる（さかい ひかる）
演 - 富田望生
新婦。結婚式を万里江に依頼すると決めている。
徳丸康彦（とくまる やすひこ）〈27〉
演 - 中川大輔
志織と同棲する彼氏。フリーター。建築家を目指し勉強中。
賢雄（けんゆう）
演 - 廣末裕理（第2話 - ）
深堀家の隣に住む小学生。悠作のラジコン仲間。
熊沢徹（くまざわ）
演 - 西堀亮（第3話 - ）
達男のアルバイト先の先輩警備員。

### ゲスト

#### 第1話
酒井晋一
演 - 森優作（第2話・第4話・第6話 - 第8話・最終話）
ひかるの夫。
梨田久作
演 - 富田健太郎（第2話）
「フェリシュラン」の顧客。プロボクサー。
梨田絵麻
演 - 篠原真衣（第2話）
久作の妻。
土田
演 - 桜井聖
達男を保護した栃木・那須警察署の刑事。警部補。
親方
演 - 田村智浩
植木屋「濱田園」の親方。
MC
演 - 西村ヒロチョ
順基が参加した配信系のオーディション番組「アイドルプロジェクト」のMC。
ライター
演 - 小出ミカ
万里江に取材する記者。「フェリシュラン」で結婚式を挙げると離婚しないっていう噂は本当か？と質問する。

#### 第2話
三原
演 - 高橋里恩
順基が通う「YKA dance studio」での仲間。
今治
演 - 植木紀世彦（第7話）
達男が就職面接に行った「㈱警備保障MND」の面接官。
浅野和之
演 - 浅野和之（本人役）
深堀家のリビングで流れるテレビ番組で旅人として出演している役者。
小日向文世
声 - 小日向文世（本人役、第7話）
深堀家のリビングで流れるテレビ番組で浅野と共に旅人として出演している役者。テレビには映らずに声のみ聞こえた。

#### 第3話
浅田光之助
演 - 遠山俊也（最終話）
酒井ひかるの父。カボチャ農家。
浅田町子
演 - 池谷のぶえ（最終話）
酒井ひかるの母。
八塚志乃
演 - 角南範子（第8話）
八塚志織の母。
面接官
演 - ラブ守永
順基が訪れた大学の令和6年度 指定校推薦面接会場の面接官。

女将
演 - 丸山瑠美子
鰻屋「うなぎや　榮」の女将。

#### 第4話
福浦
演 - 平野靖幸
順基の高校の担任教師。
絵里沙
演 - 中山来未
土門が飲み会で知り合った女性。父親が「フカボリ遊策」のファンだという。

#### 第5話
案乃雅枝
演 - 明星真由美（第6話）
鬼怒川にあるパブスナック「晴れ女」のママ。訪れた達男と半年ほど一緒に暮らしていた。
美容師
演 - 吉澤実里
酒井ひかるの結婚式を担当。ひかるの父親が好きな映画「サウンド・オブ・ミュージック」のヒロインがしているヘッドドレスをウェディングに頼まれ、了承する。

#### 第6話
深堀謙作
演 - 豊本明長（東京03）（第9話）
悠作の弟。和菓子店「深堀」の後継者。
曽我部
演 - YOUNG DAIS（第7話・第9話）
康彦のバイト先「The Blue Bell」の店長。
町内会長
演 - 北林テイ
公園ではラジコン禁止と悠作に告げる。
店員、客
演 - 野口かおる、猪瀬光博
パブスナック「晴れ女」の店員と客。

#### 第7話
客
演 - しのへけい子
和菓子店「深堀」の客。
男性
演 - 髙野光希
芸能事務所の男。スイーツ男子を集めたアイドルを作ると順基をスカウトに訪れた。
勝村政信
演 - 勝村政信（本人役）
深堀家のリビングで流れるテレビ番組で旅人として出演している役者。

#### 第8話
倉谷仁
演 - 小堺一機
清美の友人。絵画教室の先生。
飾磨哲央
演 - 安田顕（特別出演）
悠作の同級生。人生の節目節目で相談してきた地元の親友。
飾磨三咲
演 - 小林きな子
哲央の妻。
飾磨重人
演 - 川原瑛都
哲央の息子。

#### 第9話
パティシエ
演 - MANU
酒井夫妻の結婚式料理にひかるの実家のかぼちゃを使ったスイーツをプレゼンする。

#### 最終話
京屋
演 - 和賀勇介
達男の同僚となった新人警備員。

## スタッフ
- 脚本 - 金子茂樹[1]
- 音楽 - 金子隆博、岡出莉菜
- 主題歌 - 石川さゆり「ダメ男数え唄」（テイチクエンタテインメント）[36]
  - 1番 - 第1話・第3話・第7話・第9話・最終話
  - 2番 - 第4話・第6話
  - 3番 - 第2話・第5話・第8話
- ナレーター - 高橋惠子
- 演出 - 中島悟、丸谷俊平[1]、苗代祐史
- チーフプロデューサー - 田中宏史[1]
- プロデューサー - 櫨山裕子、大護彰子、市山竜次
- プロデューサー補 - 長田宙、中村朱里、白井二千菜、田中菜々、髙野咲希
- 美術プロデューサー - 戸苅裕一
- 制作協力 - オフィスクレッシェンド[1]
- 製作著作 - 日本テレビ[1]

## 放送日程
| 各話                                                                        | 放送日   | サブタイトル       | ラテ欄                                                     | 演出     | 視聴率 |
| --------------------------------------------------------------------------- | -------- | ------------------ | ---------------------------------------------------------- | -------- | ------ |
| 第1話                                                                       | 10月18日 | 戦力外の男たち     | 家に戦力外の夫息子父… 孤軍奮闘 働く主婦の幸せ探し          | 中島悟   | 7.3%   |
| 第2話                                                                       | 10月25日 | 舅 VS 夫           | グータラ夫に父怒りのゴング! 同居を賭けた大バトル           | 中島悟   | 6.1%   |
| 第3話                                                                       | 11月01日 | ダメ夫 働く        | ダメ夫再起に内助の功! 義父悪口ネタで漫画家復活!?           | 丸谷俊平 | 5.0%   |
| 第4話                                                                       | 11月08日 | 母の仕事 子知らず  | 母の心、子知らず!? 進路迷走の反抗息子に謝られた朝          | 丸谷俊平 | 6.0%   |
| 第5話                                                                       | 11月15日 | 鬼怒川の晴れ女     | 娘はまた苦難… 頑固父が老いらくの恋で駆け落ち家出           | 中島悟   | 6.1%   |
| 第6話                                                                       | 11月22日 | 後継者は君だ       | 孫溺愛の祖母が激怒で実家廃業? 慌ててフォローも返り討ち!    | 丸谷俊平 | 6.4%   |
| 第7話                                                                       | 11月29日 | 下僕の逆襲         | 父出戻りでまた事件 ダメ夫 漫画家廃業宣言に父が鬼の最後通牒 | 中島悟   | 6.0%   |
| 第8話                                                                       | 12月06日 | シン・嫉妬怪獣     | ダメ夫家出で新展開 離婚危機! 元凶のガンコ親父に怒りの鉄槌  | 苗代祐史 | 5.8%   |
| 第9話                                                                       | 12月13日 | 最終兵器チョーさん | 史上最大の夫婦喧嘩 新恋人? 遂に離婚か? 大逆転のゴング開始  | 丸谷俊平 | 5.6%   |
| 最終話                                                                      | 12月20日 | クリスマスの奇跡   | 聖夜のラストゴング 家にコタツがなくても…○○○はある幸せ      | 中島悟   | 6.8%   |
| 平均視聴率 6.1%（視聴率はビデオリサーチ調べ、関東地区・世帯・リアルタイム） |          |                    |                                                            |          |        |

- 第3話は『SMBC日本シリーズ・第4戦』（阪神×オリックス）延長のため、80分繰り下げて23時20分 - 翌0時20分に放送された。

## 受賞
- 第118回ザテレビジョンドラマアカデミー賞[40]
  - 最優秀作品賞
  - 脚本賞（金子茂樹）
- 第61回ギャラクシー賞（放送批評懇談会)
  - 奨励賞